# They Were Born to Kill
They Were Born to Kill — бутлеґ видання від американського панк-рок гурта The Offspring, яке побачило світ у 1991 році (проте точна дата видання невідома, через неофіційний статус релізу). До цього видання увійшли ранні версії пісень Jennifer Lost The War та Out on Patrol (перша та третя пісня на першому студійному альбомі The Offspring). Вперше вони з’явились на стороні В демо-касети The Offspring під назвою Tehran. 7-дюймові вінілові копії альбому існують у червоному, чорному, сірому та фіолетовому кольорах.

## Список пісень[2]
| #  | Назва                          | Тривалість |
| -- | ------------------------------ | ---------- |
| 1. | «Jennifer Lost the War (Demo)» | 2:35       |
| 2. | «Out on Patrol (Demo)»         | 2:33       |

## Учасники

### The Offspring
- Декстер Холланд — вокал
- Кевін «Нудлз» Вассерман — гітара
- Грег К. — бас-гітара, бек-вокал
- Рон Уелті — ударні